# 坂内永三郎
坂内 永三郎（さかうち えいざぶろう、1907年1月11日 - 没年不詳）は、日本の俳優である。本名は坂内 永二郎（さかうち えいじろう）。旧芸名は阪内 栄三郎、坂内 英二郎。

## 人物・来歴
1907年（明治40年）1月11日、福島県に生まれる。
京都の新興キネマに所属し、1934年（昭和9年）10月11日に公開された寿々喜多呂九平監督の『七宝の桂』が、もっとも早い時期の出演記録である。1935年（昭和10年）12月末、太秦帷子ヶ辻中開町（現在の右京区太秦堀ヶ内町）にマキノ正博が新しく撮影所を建設・設立したマキノトーキー製作所に、翌1936年（昭和11年）に第二期入社で参加する。同社は1937年（昭和12年）4月に解散し、マキノ正博らは日活京都撮影所に移籍したが、坂内は東宝映画京都撮影所に移籍している。
第二次世界大戦終結後は、東宝、あるいは新東宝に所属した。俳優座に所属した記録も残っている。
映画監督の中川信夫とは、坂内の妻・愛ともども、マキノトーキー以来の交流があり、1973年（昭和48年）6月には、手紙魔の中川が、坂内の妻が寂しそうだったので、という理由で、1年間毎日手紙を書く約束をし、中川はこれを実行した。1976年（昭和51年）発行の『映画年鑑 1977』には、川崎市多摩区登戸に在住している旨の記述があるが、それ以降の版には見当たらない。没年不詳。

## フィルモグラフィ
すべてクレジットは「出演」である。東京国立近代美術館フィルムセンター（NFC）所蔵等の上映用プリントの現存状況についても記す。同センター等に所蔵されていないものは、とくに1940年代以前の作品についてはほぼ現存しないフィルムである。

### 新興キネマ
特筆以外すべて製作・配給は「新興キネマ」である。
- 『七宝の桂』 : 監督寿々喜多呂九平、1934年10月11日公開 - 千葉
- 『仙太の仁義』 : 監督弐伸二、1934年12月25日公開 - 鉄造の一の乾分吉松
- 『明治十三年』 : 監督石田民三、製作新興キネマ京都撮影所、配給新興キネマ、録音マキノ正博、サウンド版、1935年3月28日公開 - 探索池上欣蔵
- 『お伝地獄』 : 監督石田民三、製作新興キネマ京都撮影所、配給新興キネマ、録音マキノ正博、サウンド版、1935年6月13日公開 - 上州下牧村の郷土の倅浪之助
- 『地獄囃子 前篇』 : 監督松田定次、製作市川右太衛門プロダクション、配給松竹キネマ、サウンド版、「阪内栄三郎」名義、1935年11月7日公開 - 峰太郎（お春兄）
- 『地獄囃子 後篇』 : 監督古野英治、製作市川右太衛門プロダクション、配給松竹キネマ、サウンド版、「阪内栄三郎」名義、1935年11月7日公開 - 峰太郎（お春兄）

### マキノトーキー製作所
初期の特筆以外すべて製作・配給は「マキノトーキー製作所」である。
- 『旅の馬鹿安』 : 監督松田定次、配給千鳥興行、1936年2月7日公開 - 広吉
- 『松平外記』 : 監督松田定次、配給千鳥興行、1936年3月8日公開 - 神谷弥助、現存（NFC所蔵[9]）
- 『丹下左膳 乾雲必殺の巻 第一篇』 : 監督マキノ正博、応援監督久保為義・松田定次・広瀬五郎、配給千鳥興行、1936年3月15日公開 - 伊吹大作
- 『丹下左膳 坤竜呪縛之巻』 : 監督マキノ正博、応援監督久保為義・松田定次・広瀬五郎、配給千鳥興行、1936年4月1日公開 - 伊吹大作
- 『加賀見山』 : 監督根岸東一郎・マキノ正博、配給千鳥興行、1936年4月29日公開 - 皆川三左ヱ門、51分尺で現存（NFC所蔵[9]）
- 『江戸の花和尚』 : 監督根岸東一郎・マキノ正博、配給千鳥興行、1936年6月13日公開 - 与之助
- 『修羅八荒 第一篇』 : 監督マキノ正博、応援監督中川信夫、配給千鳥興行、1936年7月1日公開 - 金蔵院良岳
- 『修羅八荒 第二篇』 : 監督マキノ正博・久保為義、配給千鳥興行、1936年7月15日公開 - 金蔵院良岳、8分の断片が現存（NFC所蔵[9]）
- 『修羅八荒 第三篇』 : 監督マキノ正博・中川信夫、配給千鳥興行、1936年7月31日公開 - 金蔵院良岳、6分の断片が現存（NFC所蔵[9]）
- 『槍持街道』（『槍持道』） : 監督中川信夫、1936年9月23日公開 - 悪旗本
- 『ごろんぼ街』 : 監督マキノ正博・根岸東一郎、1936年10月15日公開 - 新三、66分の復元版が現存（NFC所蔵[9]）
- 『忠烈肉弾三勇士』 : 監督マキノ正博、1936年11月29日公開
- 『涯なき航路』（『涯てしなき航路』） : 監督田丸重雄、1936年製作・公開
- 『青春五人男 前篇』 : 監督マキノ正博、応援監督姓丸浩、1937年1月10日公開
- 『旗本八萬騎』 : 監督中川信夫、1937年1月31日公開 - 座光寺源三郎
- 『女左膳 第一篇妖火の巻』 : 監督中川信夫・マキノ正博、1937年2月14日公開 - 太田黒新兵衛
- 『女左膳 第二篇魔剣の巻』 : 監督中川信夫・マキノ正博、1937年2月28日公開 - 太田黒新兵衛

### 東宝映画京都撮影所
特筆以外すべて製作は「東宝映画京都撮影所」、配給は「東宝映画」である
- 『お産と民俗』 : 監督伊藤弘、製作・配給皇国文化映画協会、1938年7月28日公開
- 『沼津兵学校』 : 監督今井正、1939年2月21日公開 - 関藤兵衛、現存（NFC所蔵[9]）
- 『幼き者の旗』 : 監督佐藤武、1939年6月17日公開 - お父さん、現存（NFC所蔵[9]）
- 『金語楼のむすめ物語』 : 監督中川信夫、1940年4月10日公開 - その夫青木
- 『海軍爆撃隊』 : 監督木村荘十二、製作東宝映画東京撮影所、配給東宝映画、1940年5月22日公開 - 整備長、現存（NFC所蔵[9]）
- 『嵐に咲く花』 : 監督萩原遼、1940年7月3日公開 - 福沢塾生橋本
- 『闘ふ男』 : 監督石田民三、製作東宝映画東京撮影所、配給東宝映画、1940年10月23日公開 - 自動車運転手
- 『熱砂の誓ひ 前篇』 : 監督渡辺邦男、製作東宝映画東京撮影所・華北電影股份有限公司、配給東宝映画、1940年12月25日公開 - 趙寒山
- 『熱砂の誓ひ 後篇』 : 監督渡辺邦男、製作東宝映画東京撮影所・華北電影股份有限公司、配給東宝映画、1940年12月28日公開 - 趙寒山
- 『指導物語』 : 監督熊谷久虎、製作東宝映画東京撮影所、配給東宝映画、1941年10月4日公開 - 教官、現存（NFC所蔵[9]）
- 『川中島合戦』 : 監督衣笠貞之助、製作東宝映画東京撮影所、配給東宝映画、1941年11月29日公開 - 千坂明義、現存（NFC所蔵[9]）
- 『緑の大地』 : 監督島津保次郎、製作東宝映画、配給映画配給社、1942年4月1日公開 - 支那側技師
- 『水滸伝』 : 監督岡田敬、製作東宝映画、配給映画配給社、1942年7月2日公開 - 朱武
- 『ハワイ・マレー沖海戦』 : 監督山本嘉次郎、製作東宝映画、配給映画配給社、1942年12月3日公開 - 大村通信長[10]
- 『姿三四郎』 : 監督黒澤明、製作東宝映画、配給映画配給社、1943年3月25日公開 - 根本、現存（NFC所蔵[9]）
- 『秘めたる覚悟』 : 監督滝沢英輔、製作東宝映画、配給映画配給社、1943年11月18日公開 - 課長

### 戦後
- 『銀嶺の果て』 : 監督谷口千吉、製作・配給東宝、1947年8月5日公開 - 刑事
- 『春の饗宴』 : 監督山本嘉次郎、製作・配給東宝、1947年12月30日公開 - 社会部次長
- 『第二の人生』 : 監督関川秀雄、製作・配給東宝、1948年2月3日公開 - 収容所所長、現存（NFC所蔵[9]）
- 『異国の丘』 : 監督渡辺邦男、製作新東宝・渡辺プロダクション、配給新東宝、1949年4月25日公開 - 長二、現存（NFC所蔵[9]）
- 『私刑 リンチ』 : 監督中川信夫、製作新東宝・竹井プロダクション、配給東宝 1949年12月20日公開 - 現存（NFC所蔵[9]）
- 『女の四季』 : 監督豊田四郎、製作・配給東宝、1950年2月27日公開 - 現存（NFC所蔵[9]）
- 『袴だれ保輔』 : 監督滝沢英輔、製作・配給東宝、1951年6月22日公開 - 検非遣使役人
- 『せきれいの曲』 : 監督豊田四郎、製作・配給東宝、1951年7月20日公開 - 現存（NFC所蔵[9]）
- 『武蔵野夫人』 : 監督溝口健二、製作・配給東宝、1951年9月14日公開 - 現存（NFC所蔵[9]）
- 『荒木又右衛門 決闘鍵屋の辻』 : 監督森一生、製作・配給東宝、1952年1月3日公開 - 現存（NFC所蔵[9]）
- 『慶安秘帖』 : 監督千葉泰樹、製作・配給東宝、1952年1月10日公開 - 田島左司馬、現存（NFC所蔵[9]）
- 『西鶴一代女』 : 監督溝口健二、製作児井プロダクション・新東宝、配給新東宝、1952年4月17日公開 - 所司代役人
- 『戦国無頼』 : 監督稲垣浩、製作・配給東宝、1952年5月22日公開 - 現存（NFC所蔵[9]）
- 『慟哭』 : 監督佐分利信、製作東京プロダクション、配給新東宝、1952年10月16日公開 - 現存（NFC所蔵[9]）
- 『人生劇場 第一部 青春愛欲篇』 : 監督佐分利信、製作東映東京撮影所、配給東映、1952年11月6日公開 - 住職、現存（NFC所蔵[9]）
- 『春の囁き』 : 監督豊田四郎、製作東京映画、配給東宝、1952年12月10日公開 - 現存（NFC所蔵[9]）
- 『親分の青春』 : 監督村田武雄、製作東京映画、配給東宝、1953年1月15日公開
- 『午前零時』 : 監督渡辺邦男、製作・配給東宝、1953年2月12日公開
- 『恋人のいる街』 : 監督阿部豊、製作東京映画、配給東宝、1953年2月19日公開
- 『逃亡地帯』 : 監督杉江敏男、製作東京映画、配給東宝、1953年3月19日公開 - 松田
- 『続・浮雲日記』 : 監督並木鏡太郎、製作東京映画、配給東宝、1953年5月20日公開 - 小山刑事
- 『戦艦大和』 : 監督阿部豊、製作・配給新東宝、1953年6月15日公開 - 航海長、現存（NFC所蔵[9]）
- 『夕立勘五郎』 : 監督滝沢英輔、製作東京映画、配給東宝、1953年9月23日公開 - 服部藤十郎
- 『北海の虎』 : 監督田中重雄、製作東京映画、配給東宝、1953年11月7日公開 -  伊谷漁業部の幹部
- 『叛乱』 : 監督佐分利信、製作・配給新東宝、1954年1月8日公開 - 片倉少佐
- 『ウッカリ夫人とチャッカリ夫人 やりくり算段の巻』 : 監督渡辺邦男、製作東京映画、配給東宝、1954年3月10日公開 -
- 『飛竜鉄仮面』 : 監督毛利正樹、製作・配給新東宝、1957年12月15日公開 - 土方歳三
- 『天皇・皇后と日清戦争』 : 監督並木鏡太郎、製作・配給新東宝、1958年3月14日公開 - 丁汝昌（北洋艦隊司令長官）
- 『ボス表へ出ろ』 : 監督伊賀山正光、製作東映東京撮影所、配給第二東映、1960年5月24日公開 - 黒崎
- 『ネオンの海の暴れん坊』 : 監督和田篤人、製作東映東京撮影所、配給東映、1961年5月11日公開 - 中蔵